# ایستگاه (فیلم ۱۹۸۱)
ایستگاه (انگلیسی: Station) فیلمی در ژانر درام است که در سال ۱۹۸۱ اکران شد.

## بازیگران
- کن تاکاکورا
- چیکو بایشو
- آیومی ایشیدا
- هیدئو موروتا
- جینپاچی نزو
- ریودو اوزاکی
- ریو ایکه به